# 9683 Rambaldo
9683 Rambaldo (4099 P-L) là một tiểu hành tinh vành đai chính.